# 阿根廷鼬鯰
阿根廷鼬鯰，為輻鰭魚綱鯰形目鼬鯰科的其中一種，為熱帶淡水魚，分布於南美洲阿根廷巴拉那河Cuña-Pirú、Moreno及Azul河流域，棲息在底層水域，生活習性不明。